# كيث ألان
كيث ألان (بالإنجليزية: Keith Allan)‏ هو لغوي أسترالي، ولد في 27 مارس 1943 في لندن في المملكة المتحدة.